# Уфа-Арена

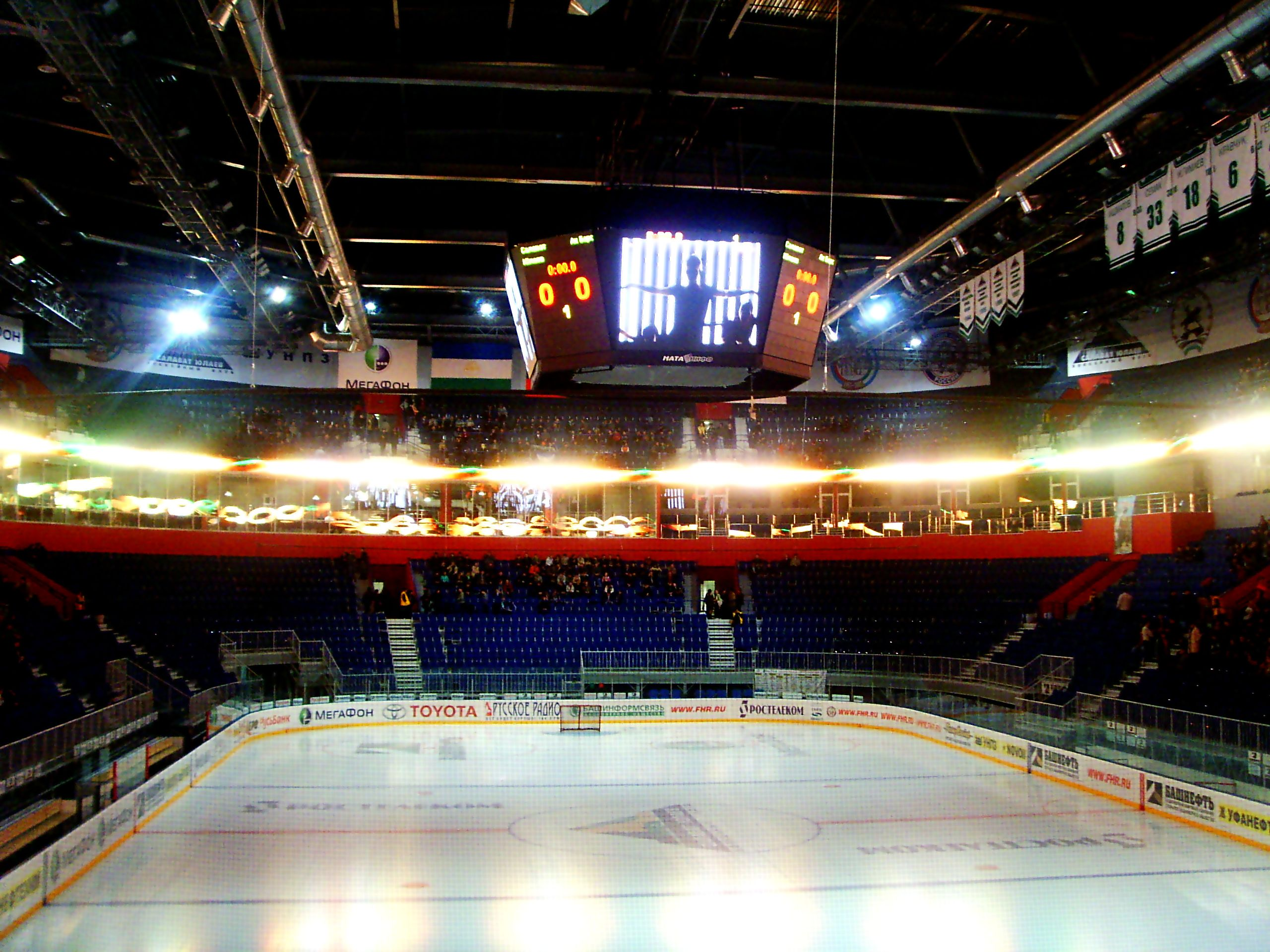
«Уфа-Арена» (старый куб)

Универсальная спортивная арена «Уфа́-Аре́на» (баш. Өфө-Арена) — многофункциональный спортивно-концертный комплекс в Уфе, домашняя арена хоккейного клуба «Салават Юлаев» (с 19 декабря 2007 года). Первый матч на арене состоялся 27 августа 2007 года в рамках молодёжной Суперсерии 2007 между хоккейными сборными России и Канады.

## Строительство
«Уфа-Арена» была построена на месте малой спортивной арены стадиона «Труд» с естественным льдом, на которой в 1961 году хоккейная команда «Салават Юлаев» провела свои дебютные международные матчи.
В отличие от таких российских хоккейных арен, как «Татнефть Арена», «Арена Омск», «Арена Мытищи» и ряда других, «Уфа-Арена» была сооружена только силами местных строительных организаций: её спроектировали архитекторы архитектурной мастерской № 1 ЗАО Проектный институт «Башкиргражданпроект» Ильдар Фанисович Ибрагимов и Владимир Николаевич Савенко, а в качестве генерального подрядчика выступил строительный трест ОАО «КПД». Строительство заняло около двух лет, и сдача ледового дворца была приурочена к празднованию 450-летия добровольного вхождения Башкирии в состав России.

### Вторая очередь
Оригинальный проект УСА «Уфа-Арена» предусматривал строительство второй очереди: крытого катка с трибунами на 640 зрителей и многоуровневой автопарковки.
Торжественное открытие второй очереди «Уфа-Арены» состоялось 20 ноября 2011 года. В торжестве приняли участие Президент Республики Башкортостан Рустэм Хамитов, представители руководства ОАО АНК «Башнефть», мэр Уфы Павел Качкаев. В рамках Соглашения между АФК «Система» и правительством Республики Башкортостан Группа компаний «Башнефть» профинансировала более 20 % стоимости строительства второй очереди «Уфа-Арена». За два года на эти цели было направлено 105 млн рублей.

### Архитектура
Комплекс «Уфа-Арена» состоит из двух ледовых площадок: главной на 8 522 зрителей и малой на 640 зрителей. На первом этаже Арены располагаются комнаты отдыха для спортсменов и тренерского состава, бокс для судейского корпуса, сауна, массажная комната, помещение для заточки коньков, гараж для двух ледозаливочных машин Olympia, кабинет медосмотра и допинг-контроля. Арена состоит из четырёх ярусов: вход на секторы осуществляется через второй, третий и четвёртый ярус. Между вторым и четвёртым ярусами находятся VIP-ложи, места для инвалидов-колясочников, комментаторские кабины, ложа прессы и ресторан. В декабре 2016 года накануне  Матча звёзд произведена замена куба.

### Характеристики
Главная арена
- Общая площадь — 29 070 м²
- Кол-во зрительских мест — 8 522
- Наземная парковка на 996 м/места

Пристрой к УСА «Уфа-Арена»
- Общая площадь — 8 300 м²
- Кол-во зрительских мест — 640
- Крытая автостоянка на 222 м/места.

## Крупнейшие спортивные мероприятия

### Прошедшие
2007
- 27—28 августа — Матчи молодёжной Суперсерии Россия — Канада
- 10—11 октября — VI чемпионат Мира по борьбе куреш

2008
- 11 апреля — «Салават Юлаев» впервые в истории стал Чемпионом России, победив в решающем матче финальной серии плей-офф «Локомотив»

2011
- 12 февраля — Кубок Вызова МХЛ. В упорной борьбе трофей завоевала сборная «Востока», по буллитам победив сборную «Запада» 3:2
- 16 апреля — Салават Юлаев завоевал Кубок Гагарина, обыграв в 5 матче финальной серии плей-офф подмосковный Атлант (4:1)
- 27, 29 мая — Мировая Лига. Сборная России по волейболу дважды обыграла сборную Японии.

2013
- 5 января — Молодёжный чемпионат Мира по хоккею. В матче за третье место Сборная России вырвала победу у сборной Канады (6:5 ОТ), завоевав бронзовые медали. В финальном матче сборная США взяла верх над сборной Швеции — 3:1.
- VI Зимние международные детские игры. Хоккейный турнир.

2014
- Август — Кубок мира по хоккею среди молодёжных команд

2017
- Январь — Матч звёзд КХЛ

2018
- Июнь — этап волейбольной Лиги наций

2019
- Июнь — этап волейбольной Лиги наций